# Llista de poblacions monosíl·labes dels Països Catalans
La llista de poblacions monosíl·labes dels Països Catalans pretén recopilar noms monosíl·labs d'entitats de població dels Països Catalans ordenats alfabèticament; no és una llista exhaustiva.
| Índex A B C D E F G H I J K L M N O P Q R S T U V W X Y Z |

## A
- Alp, municipi de la Baixa Cerdanya.
- Asp, municipi del Vinalopó Mitjà.

## B
- Barx, municipi de la Safor.
- Bor, entitat de població de Bellver de Cerdanya, Baixa Cerdanya.
- Bot, municipi de la Terra Alta.

## C
- Calp, municipi de la Marina Alta.
- Can Prat, entitat de població de Castellbell i el Vilar, Bages.
- Cerc, entitat de població d'Alàs i Cerc, Alt Urgell.
- Cercs, municipi del Berguedà.
- Coix, municipi del Baix Segura.
- Corts:
  - Corts, entitat de població de Cornellà de Terri, al Gironès.
  - Les Corts, antic municipi i actual barri i districte de Barcelona.

## D
- Das, municipi de la Baixa Cerdanya.

## E
- Elx, capital del Baix Vinalopó.
- Er, municipi de l'Alta Cerdanya.

## F
- Flix, municipi de la Ribera d'Ebre.
- Font:
  - La Font de la Figuera, municipi de la Costera.
  - La Font d'en Carròs, municipi de la Safor.

## G
- Ger, municipi de la Baixa Cerdanya.
- El Ges, entitat de població d'Alàs i Cerc, Alt Urgell.

## J
- Jóc, municipi del Conflent.

## L
- Les (en aranès Lés), municipi de la Vall d'Aran.
- Llers, municipi de l'Alt Empordà.
- Lles de Cerdanya (antigament i popularment Lles), municipi de la Baixa Cerdanya.
- Llo, municipi de l'Alta Cerdanya.

## N
- Nyer, municipi del Conflent.

## O
- Oms, municipi del Rosselló.
- Os:
  - Os de Balaguer (antigament i popularment Os), municipi de la Noguera.
  - Os de Civís, entitat local descentralitzada de les Valls de Valira, a l'Alt Urgell.

## P
- Pals, municipi del Baix Empordà.
- Pau, municipi de l'Alt Empordà.
- Pi:
  - Pi, entitat de població de Bellver de Cerdanya, Baixa Cerdanya.
  - Pi de Conflent, comuna del Conflent.
- Pont:
  - El Pont de Bar, municipi de l'Alt Urgell.
  - Pont de Molins, municipi de l'Alt Empordà.
  - Pont de Muntanyana, municipi de la Baixa Ribagorça.
  - El Pont de Suert, municipi de l'Alta Ribagorça.
- Ponts, municipi de la Noguera
- El Prat, entitat de població de Castellbell i el Vilar, Bages.
- Prats:
  - Prats de Lluçanès, municipi d'Osona.
  - Els Prats de Rei, municipi de l'Anoia.
  - Prats i Sansor, municipi de la Baixa Cerdanya.

## R
- Reus, capital del Baix Camp.
- Riu, antic municipi de Riu de Cerdanya, Baixa Cerdanya.

## S
- Saix, municipi de la Alt Vinalopó.
- Sants, antic municipi i actual barri de Barcelona.
- Sot de Ferrer, municipi de l'Alt Palància.
- Sot de Xera, municipi dels Serrans.
- Su, poble i antic comú que actualment pertany al municipi de Riner, Solsonès.

## T
- El Tec, municipi del Vallespir.
- Tor:
  - Tor, entitat de població d'Alins, Pallars Sobirà.
  - Tor, entitat de població de la Tallada d'Empordà, Baix Empordà.
  - La Tor de Querol, municipi de l'Alta Cerdanya.
- Tous:
  - Tous, municipi de la Ribera Alta.
  - Sant Martí de Tous, tradicionalment conegut com a Tous, municipi de l'Anoia.

## U
- Ur, municipi de l'Alta Cerdanya.
- Urús (antigament i popularment Grus), municipi de la Baixa Cerdanya.
- Urtx (antigament Urg), entitat de població de Fontanals de Cerdanya, Baixa Cerdanya.

## X
- Xert, municipi del Baix Maestrat.
- Xest, municipi de la Foia de Bunyol.